# Planet Hollywood

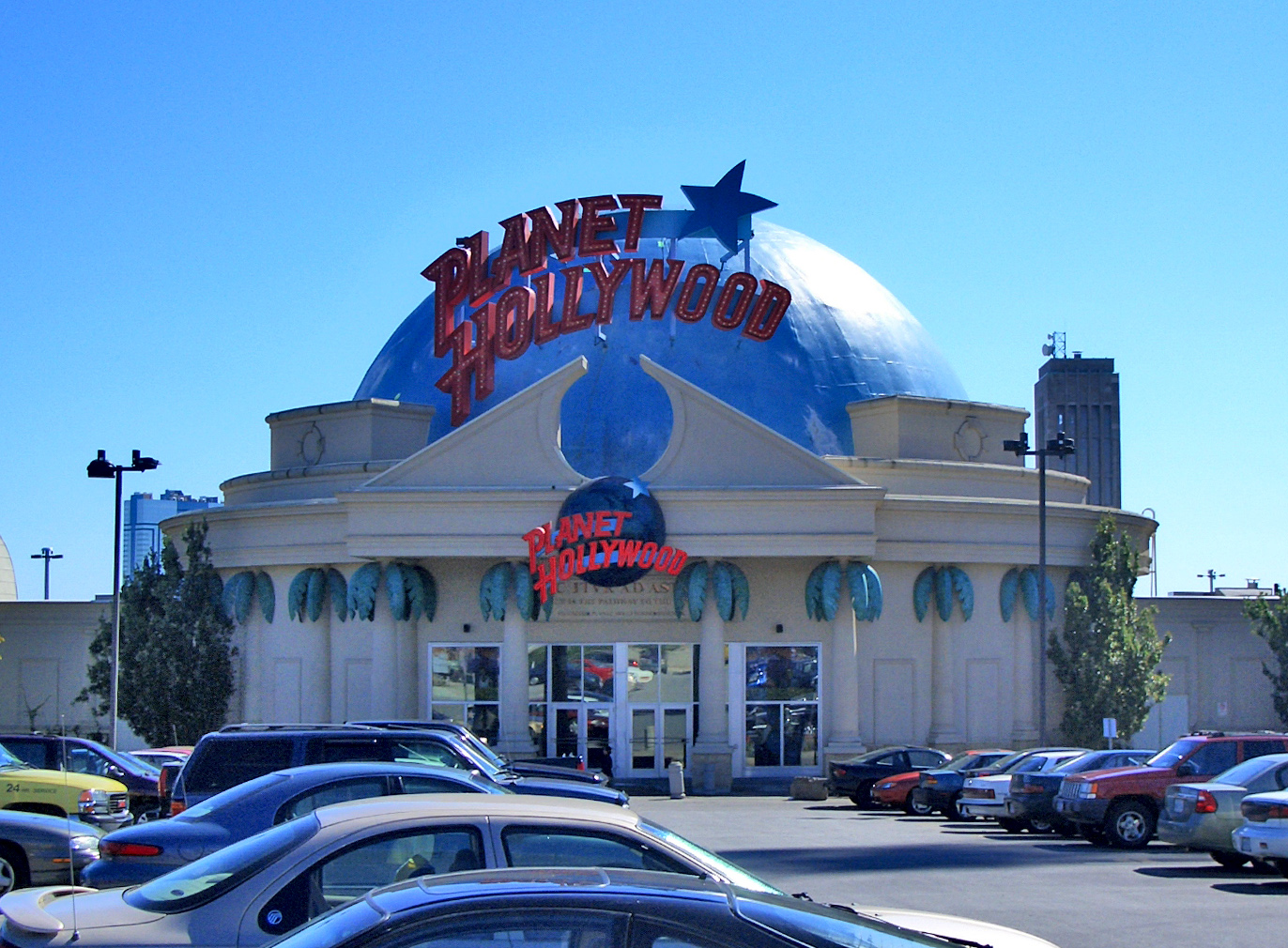
Planet Hollywood em Niagara Falls, Ontário.

Planet Hollywood é uma cadeia de restaurantes temáticos inspirados no sucesso popular de astros de Hollywood, inaugurado inicialmente em Nova Iorque em 22 de outubro de 1991. Contava então com o apoio dos astros Sylvester Stallone, Bruce Willis, Demi Moore e Arnold Schwarzenegger.

## Histórico
O Planet Hollywood foi uma criação de Robert Earl, ex-presidente do Hard Rock Cafe, e o novo empreendimento foi uma adaptação da fórmula utilizada pelo Hard Rock, inclusive com o recrutamento de muitos ex-funcionários da rede para que abrissem novas filiais do "PH". As estrelas cinematográficas "proprietárias" recebiam a opção de ações a preços reduzidos, em troca de seu apoio, e ainda podendo declarar no imposto de renda serem detentores legais.
Em 1994 a empresa fundou o Official All Star Café, com temática esportiva. Dois anos mais tarde abriu seu capital, logo as ações atingindo no primeiro dia de pregão o valor de 32 dólares, e em 1999 cada uma valia apenas 1 dólar. A empresa abriu falência por duas vezes. Cerca de 100 filiais ao redor do mundo fecharam, permanecendo apenas 20 lojas.
Schwarzenegger cortou seus laços financeiros com a empresa no início de 2000. O ator declarou que a empresa não tivera o sucesso que ele esperava, e alegou que iria concentrar sua atenção em outros negócios e em sua carreira filmográfica.

## Filiais internacionais
O restaurante contou com versões em muitas cidades, em diversos países.

### Em funcionamento
- Acapulco
- Bali
- Cancún
- Disney Village na Disneyland Paris
- Dubai
- Duisburg
- Jakarta
- Kuala Lumpur[3]
- Londres (1)
- Niagara Falls
- Riyadh
- Tokyo Disney Resort

### Fechadas
- Amã
- Amsterdam
- Atenas
- Auckland
- Bangkok
- Barcelona
- Belfast
- Beirute
- Berlim
- Bombaim
- Buenos Aires
- Cabo San Lucas
- Cannes
- Cidade do Cabo (Sofreu atentado terrorista a bomba, em agosto de 1998[4])
- Caracas (Planejado, mas nunca aberto)
- Cozumel
- Dublim
- Edmonton
- Frankfurt (Planejado, mas nunca aberto)
- Gatwick
- Gold Coast
- Hamburgo
- Helsinki
- Hong Kong
- Johannesburg
- Lisboa
- Londres
- Madri
- Manila (Planejado, mas nunca aberto)
- Melbourne
- Montreal
- Moscou
- Munique
- Nassau
- Oberhausen
- Paris
- Prague
- Puerto Vallarta
- Rio de Janeiro (Planejado, mas nunca aberto)
- Roma
- San Juan
- São Paulo
- Seul
- Sharm El Sheikh
- Singapura
- Sydney
- Taipei
- Tel Aviv Beach Cafe
- Toronto
- Vancouver
- Zurique